# Oberrothorn
L'Oberrothorn (3.414 m s.l.m.) è una montagna del Massiccio del Mischabel nelle Alpi Pennine. Si trova in Svizzera (Canton Vallese) ad est di Zermatt.

## Descrizione
La montagna sovrasta l'Unterrothorn. Dalla vetta della montagna si gode un'ottima visuale sul Cervino e sul gruppo del Monte Rosa.